# Todos queríamos matar al presidente
Todos queríamos matar al presidente és una websèrie valenciana del 2017 escrita i dirigida per Ana Ramón Rubio i produïda per Miguel Cañizares. Consta de quatre episodis i mescla els gèneres de la comèdia i el thriller. Fou rodada a València.

## Repartiment
- Ana Caldas
- Jaime Reynols
- Fede Rei
- Joan Manuel Gurillo
- Maria Albiñana
- Irene Olmos
- Jordi Marquina
- Lola Moltó[1]

## Reconeixements
2017:
- Al Bilbao Seriesland aconseguí tres premis, entre ells l'Unstoppable AMETS.[5]
- Ha competit als festivals de Rio de Janeiro, el South Florida Web Series Festival i el Dublin Web Fest.[1]
- Rebé els premis especials al Buenos Aires Web Fest i al Sicily Web Fest.[6]
- Al Baltimore New Mitja Web Fest guanyà els premis: segon premi a la millor websèrie i premi a la millor direcció de comèdia.[5]
- Al New York City Web Series Festival guanyà el premi al millor thriller.[3]

2018:
- El 2018 fou seleccionada a participar en el Buenos Aires Web Festival.[1]
- Va rebre tres nominacions per al Premi de l'Acadèmia de la Web TV.[7]